# Idioma mepuri
El mepuri es una lengua extinta de la familia lingüística arawak, hablada en Brasil y hablado a lo largo de la confluencia de los ríos Negro y Japurá, especialmente sobre los ríos Marié y Curicuriari. Se conserva una lista de vocabulario compilada por Johann Natterer en 1831. H. Ramirez la clasifica en el grupo Japurá-Colombia de la familia arawak.